# أنيتا كوشران
أنيتا كوشران (بالإنجليزية: Anita Cochran)‏ هي عازفة مندولين ومنتجة أسطوانات ومغنية مؤلفة أمريكية، ولدت في 6 فبراير 1967 في ساوث ليون في الولايات المتحدة.

## وصلات خارجية
- أنيتا كوشران على موقع ميوزك برينز (الإنجليزية)
- أنيتا كوشران على موقع ديسكوغز (الإنجليزية)